# Polyphony Digital
Polyphony Digital est un studio japonais de développement de jeu vidéo fondé en 1998 et basé à Tokyo. Filiale de Sony Interactive Entertainment, la société est connue pour développer les jeux de course de la série Gran Turismo, dont les ventes s'élèvent à plus de 80 millions d'exemplaires. Le studio est dirigé par Kazunori Yamauchi.

## Historique
Avant 1998, Polyphony Digital est un studio interne de Sony Computer Entertainment Japan, connu sous le nom de Polys Entertainment. La première production du studio, Motor Toon Grand Prix (1994), est commercialisée le jour du lancement de la console PlayStation au Japon. Ce jeu de course au style cartoon connait une suite, Motor Toon Grand Prix 2 (1996), qui voit le jour en occident sous le nom de Motor Toon Grand Prix (le premier n'y étant jamais sorti). Leur créateur et responsable du studio, Kazunori Yamauchi, explique que ces jeux ont constitué un banc d'essai pour une production plus ambitieuse.
Gran Turismo sort en décembre 1997 au Japon, affublé du slogan The Real Driving Simulator (« l'authentique simulateur de conduite »). Le jeu révolutionne le genre sur console en posant de nouveaux standards en matière de rendu visuel, de physique et de contenu. Le titre devient le plus gros succès de la PlayStation et contribue à la démocratisation du jeu vidéo en touchant un public de non-initiés, amoureux du sport automobile et de l'automobile en général.
Polyphony Digital produit de nouveaux épisodes sur les nouvelles consoles de la gamme PlayStation, tirant parti des spécifications techniques pour étendre le concept. Gran Turismo 3 A-spec (2001) devient le second jeu le plus vendu sur PlayStation 2 et demeure le jeu le plus populaire de la série. Tourist Trophy: The Real Riding Simulator (2006) transpose le concept « GT » à l'univers de la moto. Gran Turismo 5 Prologue (2007) propose la première expérience de jeu en ligne de la série sur PlayStation 3. En 2019, la série totalise plus de 80 millions d'exemplaires de jeux vendus.

## Jeux développés
Polys Entertainment
| Titre                   | Année de Sortie | Plate-forme |
| ----------------------- | --------------- | ----------- |
| Motor Toon Grand Prix   | 1994            | PlayStation |
| Motor Toon Grand Prix 2 | 1996            | PlayStation |
| Gran Turismo            | 1997            | PlayStation |

Polyphony Digital
| Titre                                      | Année de Sortie | Plate-forme                  |
| ------------------------------------------ | --------------- | ---------------------------- |
| Omega Boost                                | 1999            | PlayStation                  |
| Gran Turismo 2                             | 1999            | PlayStation                  |
| Gran Turismo 3: A-Spec                     | 2001            | PlayStation 2                |
| Gran Turismo Concept 2001 Tokyo            | 2001            | PlayStation 2                |
| Gran Turismo Concept 2002 Tokyo-Seoul      | 2002            | PlayStation 2                |
| Gran Turismo Concept 2002 Tokyo-Geneva     | 2002            | PlayStation 2                |
| Gran Turismo 4 Prologue                    | 2003            | PlayStation 2                |
| Gran Turismo 4                             | 2004            | PlayStation 2                |
| Gran Turismo 4 Toyota MTRC Version         | 2004            | PlayStation 2                |
| Gran Turismo 4 Toyota Prius Édition        | 2004            | PlayStation 2                |
| Gran Turismo 4 Nissan 350Z Limited Édition | 2004            | PlayStation 2                |
| Tourist Trophy: The Real Riding Simulator  | 2006            | PlayStation 2                |
| Gran Turismo HD                            | 2006            | PlayStation 3                |
| Gran Turismo 5 Prologue                    | 2007            | PlayStation 3                |
| Gran Turismo                               | 2009            | PlayStation Portable         |
| Gran Turismo 5                             | 2010            | PlayStation 3                |
| Gran Turismo 6                             | 2013            | PlayStation 3                |
| Gran Turismo Sport                         | 2017            | PlayStation 4                |
| Gran Turismo 7                             | 2022            | PlayStation 4, PlayStation 5 |